# Conjunto Casino
El Conjunto Casino fue una agrupación de música popular cubana que realizó una labor importante en las décadas de 1940 y 1950,  encuadrado en la tradición de conjuntos en boga por esa época en Cuba.
El estilo del 'Casino', más apegado a las armonías del jazz, específicamente del swing y del bebop, se enmarcó en la corriente más progresiva entre las agrupaciones soneras de su tipo en esta época. Junto al conjunto de Arsenio Rodríguez, representando la línea afrocubana, el conjunto Sonora Matancera, apegada a la guaracha y la rumba mulata, el 'Casino' conformó un patrón que siguieron muchas agrupaciones desde ese momento como el conjunto 'Colonial', el conjunto de Senén Suárez, el conjunto de Ernesto Grenet, el 'Kubakán' y el conjunto 'Rumbavana', entre otros.

## Historia
Alrededor de 1933, en pleno auge los sextetos y septetos de sones, los hermanos José y Manolo Saldarino, cantante y contrabajista respectivamente, fundaron en La Habana el Sexteto 'Miquito'. El grupo, denominado 'sexteto' a pesar de que en su personal ya se incluía el piano, cambió de nombre el 1 de mayo de 1937 a 'Casino' al convertirse en el grupo de planta del 'Summer Casino' o Gran Casino Nacional de Marianao, en La Habana.

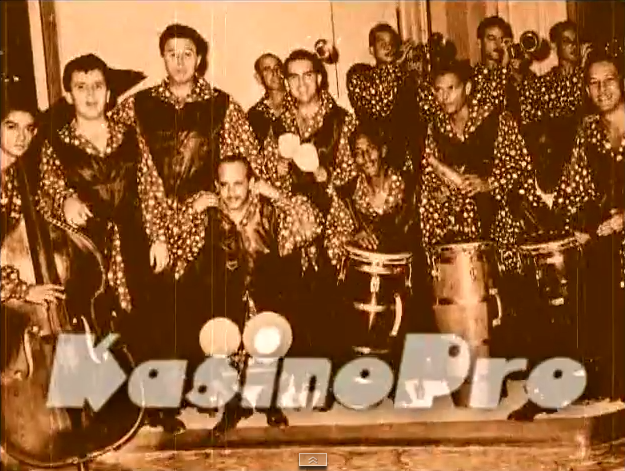
El Conjunto Casino de comienzos de los años sesenta en los carnavales de Camagüey donde solían presentarse todos los años.

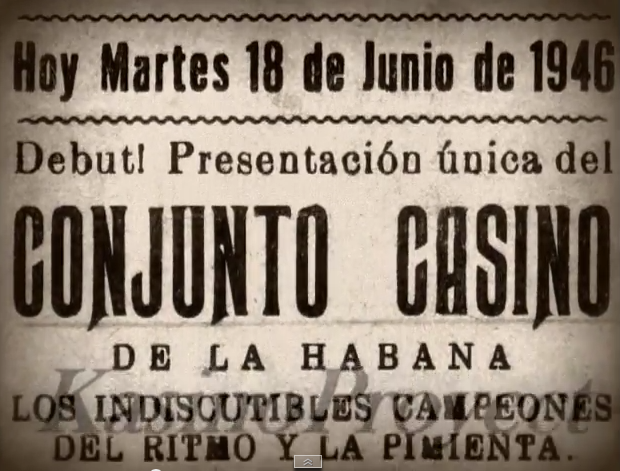
Una de las propagandas habituales del Conjunto Casino en los teatros cubanos

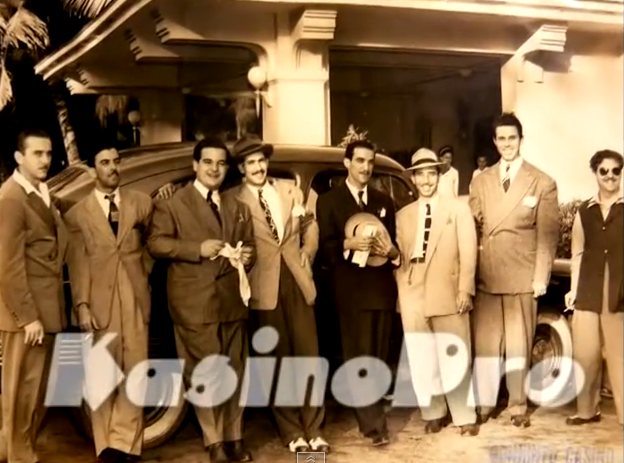
El Conjunto Casino durante su segunda visita a Puerto Rico a comienzos de 1946.

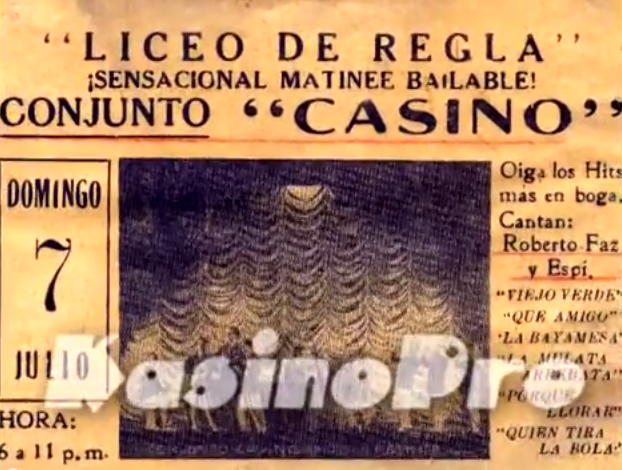
Presentación del Conjunto Casino en la localidad habanera de Regla de donde era oriundo el cantante Roberto Faz.

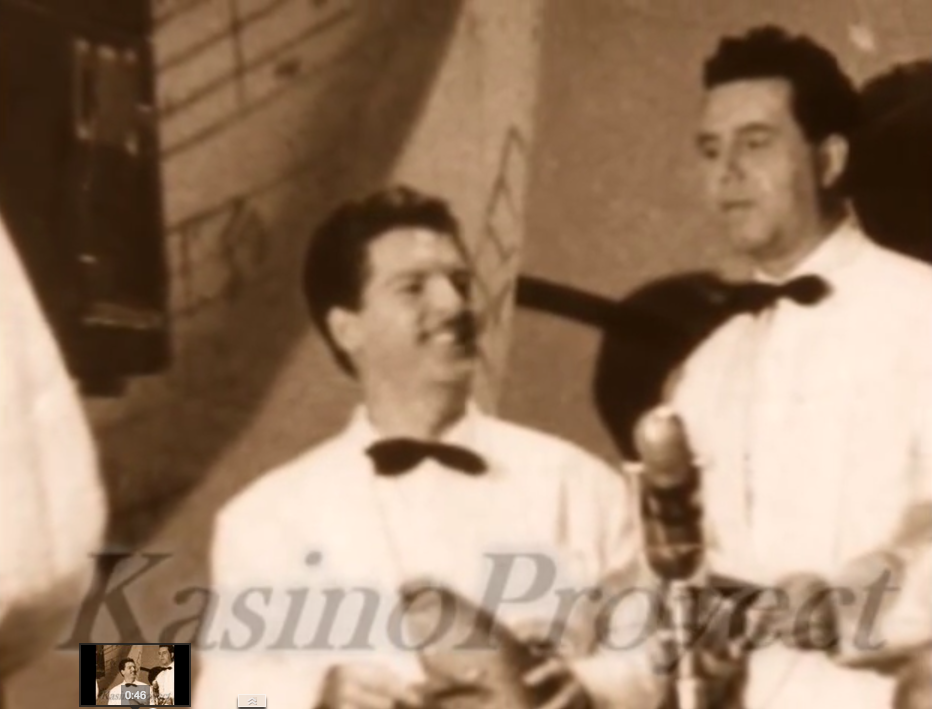
Notables fueron los dúos que registraron Faz y Espí con el Conjunto Casino para los sellos RCA Victor y Panart entre 1945 y 1955.

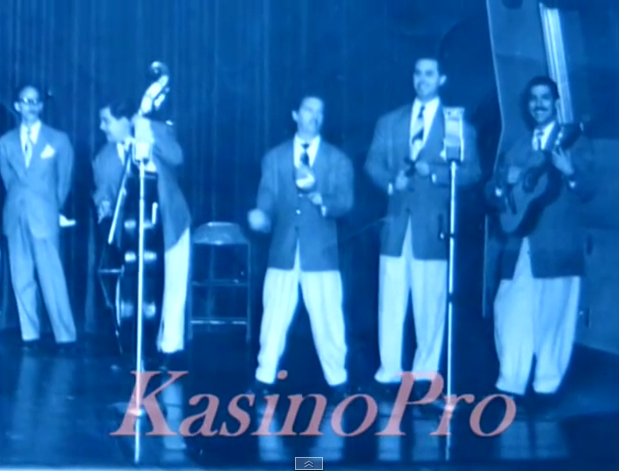
El presentador de la radio y la televisión cubanas Germán Pinelli junto al contrabajista y compositor Cristóbal Dobal y la trilogía Faz, Espí y Ribot. Estudio Teatro de CMQ Radio.

## Los años cuarenta y cincuenta
En 1940 pasó a dirigir el grupo el tresero Esteban Grau. Ese año cuando se unieron al grupo el contrabajista Cristóbal Dobal y el trovador cienfueguero Roberto Espí. Este último fue el promotor de otras renovaciones importantes, entre ellas el cambio definitivo del nombre de la agrupación a conjunto 'Casino' como fue popularmente reconocido a partir de sus primeras grabaciones para el sello RCA Victor en 1942. Espí en 1931 había fundado un grupo de sones en su natal Cienfuegos al que llamó "Conjunto Lírico Caunabó", de ahí su insistencia en el uso de la palabra "Conjunto" para redefinir al Casino.

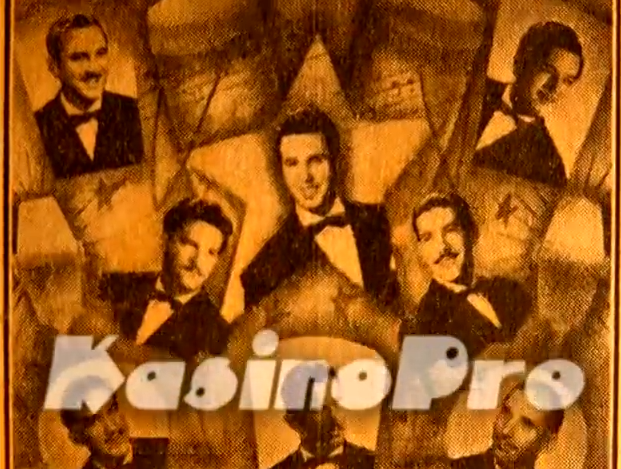
Las voces prima y segunda de Roberto Faz y Roberto Espí junto al falsete de Agustín Ribot gozó de mucha popularidad entre 1946 y 1951. Trilogía influyente en agrupaciones similares como el Conjunto del pianista Luis Santí.

El 28 de noviembre de ese año fueron contratados por el cabaret 'Zombie Club' de La Habana para inaugurar su show, alternando con la orquesta del Zombie dirigida por el pianista Adolfo Guzmán, y la orquesta del músico catalán Pedro Calonge. La primera trilogía vocal en los discos y el Zombie estuvo compuesta por Juan Fuentes (Bolita), Esteban Grau y Roberto Espí. Poco después, a comienzos de 1943, Nelo Sosa sustituyó a 'Bolita'.
Durante las presentaciones del 'Casino' en el 'Zombie Club' un amigo se encargó de presentarle a Espí a otro cantante de la localidad habanera de Regla: Roberto Faz. Desde ese primer encuentro trabaron amistad, quedando pendiente la entrada de Faz al grupo para el regreso de un inminente viaje a México.
El 28 de noviembre de 1943, el conjunto 'Casino' se despidió del Zombie Club y de La Habana. Contratados por la firma Max Factor Hollywood y la gerencia del cabaret 'Sans Soucí' permanecieron casi un año haciendo presentaciones en el DF mexicano. Durante la estancia en México, Grau decidió retirarse y Roberto Espí fue elegido por sus compañeros para asumir la dirección del grupo. Paralelamente a esto, Nelo Sosa decidió regresar a La Habana sin previo aviso y Alfredito Valdés pasó a sustituirle en el escenario del Sans Soucí.
En octubre de 1944 regresaron a Cuba y se produjeron nuevos cambios en su personal. Regresó Nelo Sosa y al unirse Roberto Faz al 'Casino' se completó la trilogía del conjunto: Faz, Sosa y Espí, como rezarían las etiquetas de la RCA Victor. En el orden instrumental el 'Casino' estrenó su sección de metales y el empaste de las trompetas de Alberto Armenteros, Miguel Román y Alejandro 'El Negro' Vivar, la guaracha de Agustín Ribot: 'Viejo verde', uno de los primeros grandes éxitos de esa época.
Otros cantantes importantes que posteriormente completaron las armazones vocales del conjunto Casino fueron: Agustín Ribot, quien sustituyó a Nelo Sosa a comienzos de 1946. La trilogía: Faz, Ribot y Espí grabaría profusamente sus éxitos para los sellos RCA Victor y a partir de 1949 para el sello Panart, fundado en La Habana en 1944 por el ingeniero de sonido Ramón Sabat, primer esfuerzo discográfico serio en Cuba. 
En abril de 1951 Agustín Ribot decidió fundar su propia agrupación y fue sustituido por Orlando Vallejo. La nueva trilogía Faz, Vallejo y Espí continuó grabando para Panart. En ese ínterin otro cantante pasó fugazmente por las filas del Conjunto Casino: Celio Gonzáez quien dejó con el Casino una excepcional versión del bolero "Plazos traicioneros". Cuando Orlando Vallejo, ya con una popularidad garantizada, decidió emprender su carrera como solista en mayo de 1953, el cantante Rolito Rodríguez pasó a formar parte de la agrupación .
A la trilogía vocal de Faz, Rolito y Espí se sumó en 1955 otro cantante proveniente de la Sonora Matancera: Laíto Sureda. Esta combinación vocal mantuvo altas cuotas de popularidad combinando sus presentaciones en los espacios bailables, la radio y la televisión.
El 3 de enero de 1956, Roberto Faz decidió fundar su propia agrupación. El Conjunto Casino sufrió una renovación que redundó en un estilo mucho más progresivo al incorporar personal nuevo a sus filas. Entre ellos se destacó el joven pianista y arreglista Paquito Echevarría, el percusionista Perico Hernández y los vocalistas Fernando Álvarez (hasta entonces coro de la Banda de Beny Moré), René del Mar, Felo Martínez, Alberto Ruiz, Alberto Díaz y Orlando Reyes. Este último, luego de una breve estancia en el grupo, pasó al conjunto de Roberto Faz.
Bajo la dirección de Roberto Espí el Conjunto Casino efectuó, entre 1956 y 1961, numerosas grabaciones para los sellos RCA Victor, Gema, Ansonia, Rosell Records, Castro Records, Velvet y Maype, entre otros. Manteniendo la calidad y el sonido que les hizo indispensables en fiestas y bailables a lo largo y ancho de la isla, acompañaron también a cantantes extranjeros como Carmen Delia Dipiní, Daniel Santos, Juan Polanco y Alberto Beltrán.
Otros cantantes que se unieron al conjunto entre 1959 y 1974 fueron Onelio Pérez, Orlando Morales, Mayito Rodríguez, Tont Raymat, Raúl García y Jesús Navarro.

## Los años cincuenta, cambio de sonoridad e instrumentistas
Con la inauguración de la televisión en Cuba en el mes de octubre de 1950, se redobló su presencia en los estudios de la CMQ. Fueron presencia habitual entre marzo de 1951 y julio de 1955 en el famosísimo 'Show del mediodía'. En CMQ-Radio también fueron cita obligada en el 'Gran Show de la Mañana' y 'Cumbanchoa', entre otros espacios estelares. 
Junto a los bailables públicos a lo largo y ancho de la isla, otros viajes se produjeron durante los cuarenta y cincuenta: Puerto Rico, en 1945 y 1946; Venezuela en 1947; posteriormente y con regularidad visitaron el sur de los Estados Unidos: Miami, Tampa y Cayo Hueso; Nueva York en 1953; Antillas Neerlandesas en 1955; Panamá en 1956 y 1957, Santo Domingo en 1958, y Estados Unidos en octubre de 1959. En 1961 la ruptura de las relaciones entre Cuba y USA frustró una prometedora presentación en el célebre Palladium neoyorquino donde alternaría con la Banda de Machito y sus Afrocubans.
La renovación que sufrió el Conjunto Casino en 1956, a partir del reclutamiento que hizo Roberto Faz de parte de su personal, provocó que Roberto Espí vinculara a su conjunto nuevos vocalistas e instrumentistas, incidiendo favorablemente en la modernización del sonido del grupo, sin perder la esencia sonera que había caracterizado a la banda hasta ese momento.
En diferentes etapas los avanzados arreglos del Niño Rivera, Juanito Márquez, Manolito Menéndez, Pepé Delgado, Paquito Echevarría, Rolando Baró, Frank Emilio, Peruchín, entre muchos otros, oxigenaron y mantuvieron el estilo Casino. Estos cambios influenciaron notablemente una etapa renovadora de la música popular en Cuba, imbuida en nuevos ritmos y estilos interpretativos.
El Conjunto Casino mantuvo durante treinta años un elemento que lo identificó entre las agrupaciones soneras de su tiempo: el empaste y sincronía de su sección de metales identificada por importantes músicos como Eduardo Periquet, Alberto Armenteros (estilista del sonido Casino de los años 40 y primera mitad de los 50), Miguel Román, Alejandro "el Negro" Vivar, José Gundín (El Fiñe), Luis Toledo, Mario Sorí, Reynaldo Godínez, Idelfonso Salinas, Miguel Sánchez (Bayoya), Jorge Varona, Mario del Monte, entre muchos otros.
A partir de 1954 el Conjunto Casino se convirtió en la primera agrupación de su tipo en contar con cuatro trompetas cuando Espí sumó a José Gundín (El Fiñe) a la tríada de Miguel Román, Alberto Armenteros y Mario Sorí. Armenteros fue sustituido en 1955 por Alfonso Salinas.
Otro importante apartado tímbrico fue el aportado por sus pianistas: desde el veterano Enrique Rodríguez (Diablo Rojo), René Urbino, Agustín Mercier, Pepé Delgado, Robertico Álvarez (Santa Amalia), Adolfo O´Reilly, Ñico Cevedo, Rolando Baró, Paquito Echevarría, Silvio Contreras, Koqui Llera, Rafael Pérez Cáter, entre otros.
Un valioso complemento que reforzó su rítmica estuvo vinculado a los aportes de percusionistas como Oliverio Valdés, primer tumbador oficial que integró el grupo en 1946, Patato Valdés, quien a partir de 1951 tuvo la feliz idea de utilizar dos tumbadoras iniciando así un nuevo camino en lo percusivo dentro de las formaciones soneras de ese tipo; Bárbaro Vidal (Jabuco), Félix Chocolate Alfonso, el innovador Perico Hernández, Julio Lugo y Papito Cayajagua. Por otra parte la estabilidad de sus bongoseros influyó notablemente en la redondez del sonido y estilo Casino: Guillermo Romero (Picadillo), Orlando Guzmán (Chicuelo) y Rogelio Iglesias (Yeyito) excelente en sus solos, e innovador en un concepto rítmico que lo hizo indispensable en numerosas grabaciones de otras agrupaciones de esa época, incluidas las sesiones de los jazzeros cubanos de finales del cincuenta y comienzos del sesenta, y quien se mantuvo en el conjunto Casino identificándolo magistralmente desde 1954 hasta 1970, fecha cercana a su desaparición física.

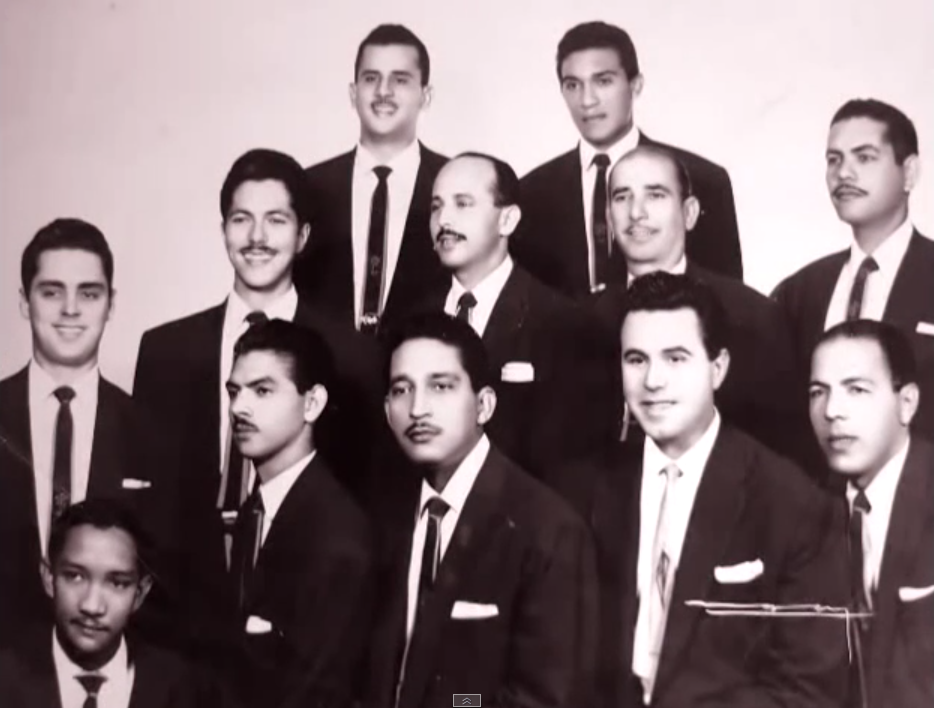
Etapa en que comenzaban a grabar nuevamente para RCA Victor.

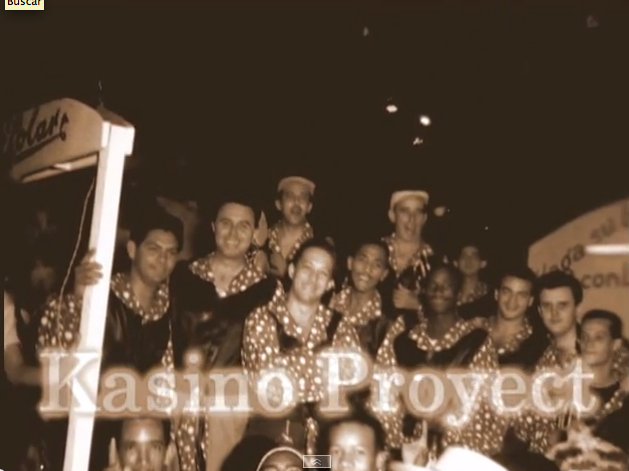
Felo Martínez junto a Roberto Espí, Alberto Díaz, Yeyito Iglesias, Koki Llera, entre otros músicos del Conjunto Casino.

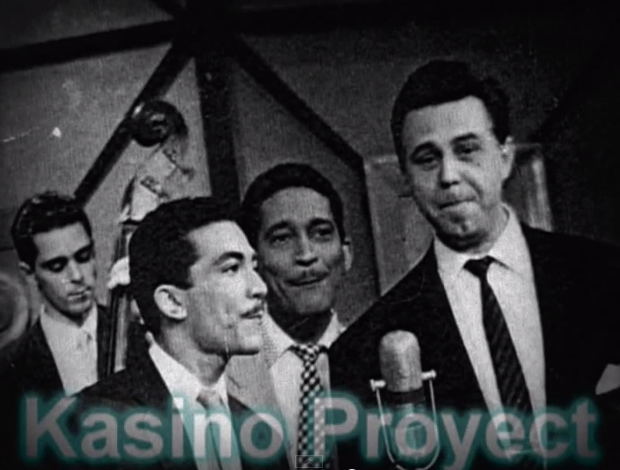
Orlando Reyes, Fernando Álvarez, René del Mar y Roberto Espí con el Conjunto Casino de comienzos de 1956 en un set de CMQ TV. El Show del Mediodía.

## Epílogo
En 1958 grabaron para GEMA, en 1959 para el sello Ansonia y para Rosell Records, en 1960 para Velvet, y en 1961 para el sello Maype, entre otros. Con el advenimiento de la revolución en la isla todos estos sellos fueron "nacionalizados", esto provocó la desaparición de la industria fonográfica independiente. La grabación y edición de música en Cuba pasó a ser responsabilidad del sello (EGREM), institución oficial del nuevo gobierno. 
Por esa época,  los grandes clubes nocturnos también comenzaron a languidecer hasta extinguirse casi por completo en 1968. Toda esta situación incidió desfavorablemente en las agrupaciones populares que venían de un modelo totalmente diferente. Especialmente en una agrupación como el Conjunto Casino, con amplio prestigio y cuyos integrantes acostumbraban a viajar libremente por el mundo. Estas fueron algunos de los elementos que transformaron completamente el panorama musical cubano de esa década fomentando un importante éxodo artístico.
Roberto Espí continuó al frente de este conjunto hasta 1974 cuando se retiró de la música, completando una labor de poco más de treinta años. Murió en La Habana el 14 de mayo de 1999. En una sencilla ceremonia a la que concurrieron familiares, músicos y pueblo simpatizante del Conjunto Casino, sus restos fueron depositados en el cementerio de Colón. En esa ocasión, Helio Orovio, músico, escritor e investigador, pronunció el panegírico. Así mismo, Felo Martínez, Orlando Reyes y Alberto Díaz, sus compañeros del "Casino", lo despidieron con su canción "Luna Cienfueguera".